# 古守豊甫
古守 豊甫（こもり とよすけ、1920年8月25日 - 2008年1月8日）は、日本の医学者で長寿研究者。
山梨県北都留郡上野原町棡原（現・上野原市）で60年間の食生活と死因の変化を調査研究し、伝統的な食生活が長寿の要因であると結論づけた。

## 来歴
1920年、山梨県甲府市に生まれる。
1938年（昭和13年）、棡原小学校に代用教員として赴任した。
1943年に、東京医学専門学校（現・東京医科大学）を卒業し、軍医少尉に任官する。翌年、ラバウルに赴任した。
1946年に復員すると、母校の東京医科大学で肺結核の臨床研究を手がける。1947年より国立甲府病院内科勤務となる。
1954年に古守病院を創設した。1959年に東京医科大学より医学博士号を取得する。
1968年に近藤正二とともに棡原地区の高齢者の健康状態の調査を始め、「長寿村」であることを突き止める。
1976年に日本医師会より「最高優功賞」を受賞した。 健康長寿の普及啓発に尽くす。
2008年、死去。

## 調査・研究
穀類などを使用した伝統食が健康長寿につながっていることを突き止め、食と長寿の関係を解明した。
古守は、老人が元気で長生きしているのに対し、それよりも若い大正以降に生まれた世代が生活習慣病などに罹患している点に着目して、高度経済成長期に食の内容を変化させたことが比較的若い世代の健康を損ねていると結論づけた。古守は「人間の寿命はその人が一生の間に食べた野菜の量に比例する」という言葉も残した。

## 著作
- 『南雲詩―ラバウル従軍軍医の手記』金剛出版、1963年
- 『長寿村・棡原』三竜社、1975年（改訂増補版：1976年）
- 『長生きの研究』風濤社、1977年
- 『長寿村の教えるもの 身上不二の桃源郷-棡原観察40年』 日常出版、1979年
- 『長寿村回診記―山梨・棡原のおとしよりたち』社会保険出版社〈老人大学文庫〉、1982年
- 『長寿村・短命化の教訓―医と食からみた棡原の60年』（鷹觜テルとの共著）樹心社、1986年
- 『健康と長寿への道しるべ』風涛社、1988年